# Eupithecia vasta
Eupithecia vasta är en fjärilsart som beskrevs av András Vojnits 1979. Eupithecia vasta ingår i släktet Eupithecia och familjen mätare. Inga underarter finns listade i Catalogue of Life.